# 申鶴鎮
申 鶴鎮（シン・ハクチン、신학진、申鶴鎭）は、大韓民国の軍人。本貫は平山申氏（평산신씨）。創氏改名時の日本名は平山茂雄。

## 経歴
慶尚北道安東に生まれる。大邱高等普通学校卒業。
1930年4月、大邱医学講習所に入学。
1934年3月、大邱医学専門学校卒業。卒業後は満州に渡り、満州国軍特任軍医に任命。同年12月1日、任軍医上尉。興安騎兵第6団に勤務。
1936年2月20日、興安騎兵第5団附。
1938年5月5日、軍医少校。
1940年、平山茂雄に創氏改名。
1941年8月、軍医中校。
1942年、延吉治安部病院院長。
1945年3月、満州医科大学研究科を修学。
1946年6月21日付で軍事英語学校卒業、（軍番10107番）。
1946年5月1日、南朝鮮国防警備隊総司令部医務局長。
大韓民国政府成立後は陸軍特別部隊医務団長兼陸軍第1病院院長。同年12月、陸軍大領。
朝鮮戦争では洛東江地区衛戍司令官となり、1953年9月には陸軍本部医務監に任命。
1957年2月、陸軍医務教育基地司令官。
1957年9月、少将で予備役編入。
1958年、慶北大学校で医学博士学位を取得。以後、オヤン建業（오양건업）会長、大韓重石理事、郷軍医師会会長を歴任した。
1989年、正しく生きる運動中央協議会会長（初代）。
2008年4月29日に民族問題研究所と親日人名辞典編纂委員会が発表した親日人名辞典収録対象者軍部門に記載。

## 勲章
- 勲六位景雲章 1937年5月[1]
- 国民勲章冬柏章
- 乙支武功勲章
- レジオン・オブ・メリット - 1955年12月29日[13]